# Ladislav Tarhaj
Ladislav Tarhaj [ladislau tarhaj] (* 5. května 1922) je bývalý slovenský fotbalový brankář a trenér.

## Hráčská kariéra
V československé lize chytal za Jednotu Košice, aniž by skóroval.

### Prvoligová bilance
| Ročník             | Zápasy | Góly | Minuty | Nuly | Klub              |
| ------------------ | ------ | ---- | ------ | ---- | ----------------- |
| I. liga 1946/47    | –      | 0    | –      | –    | ŠK Jednota Košice |
| CELKEM I. ČS. LIGA | –      | 0    | –      | –    |                   |

## Trenérská kariéra
Po skončení hráčské kariéry se stal trenérem.